# Casas de Ves
Casas de Ves község Spanyolországban, Albacete tartományban. Lakosainak száma 548 fő (2024).

## Földrajza
Casas de Ves Alcalá del Júcar, Alborea, Balsa de Ves, Villatoya, Villa de Ves, Carcelén és Requena községekkel határos.

## Népesség
A település lakosságának változását az alábbi diagram mutatja:
| Lakosok száma | 875  | 812  | 800  | 774  | 748  | 689  | 654  | 572  | 564  | 548  |
|               | 2001 | 2004 | 2006 | 2009 | 2011 | 2014 | 2016 | 2019 | 2021 | 2024 |